# Shahin Vahmanzadegan
Shahen o Shahin (en persa medio, Shāhēn Vahūmanzādagān, en fuentes griegas, Σαὴν; ?-c. 626) fue un destacado general sasánida (spahbod) durante el reinado de Cosroes II (590-628). Fue miembro de la Casa de Spandiyadh.

## Carrera militar

Mapa de la campaña del 611 al 624 por Siria, Anatolia, Armenia y Mesopotamia

Shahin aparece mencionado por primera vez en el 602, después del estallido de la guerra bizantino-sasánida (602-628), en la que mandó el ejército que invadió el territorio bizantino en Transcaucasia y venció a Domenciolo cerca de Teodosiopolis en 607/8. Tras la expulsión de los ejércitos romanos de esa región, en 611 Shahin penetró en Anatolia y se adueñó de Cesarea. El yerno de Focas, Prisco, lo asedió en ella  durante un año. Finalmente, las tropas de Shahin se zafaron del bloqueo de Prisco e incendiaron Cesarea, lo que disgustó a Heraclio. En 613, los romanos alcanzaron Siria, pero los ejércitos persas de Shahin y Sharvaraz infligieron a Heraclio una derrota aplastante cerca de Antioquía. Los persas saquearon seguidamente la ciudad, mataron al patriarca y deportaron a muchos de sus habitantes. Los romanos sufrieron otra derrota mientras intentaban defender la zona justo al norte de Antioquía, en las Puertas Cilicias. Los persas se apoderaron luego de Tarso y de la llanura de Cilicia. Esta derrota cortó el imperio bizantino en dos y las comunicaciones por tierra entre Anatolia y Siria, Palestina, Egipto y el Exarcado de África.
Shahin atravesó Anatolia y alcanzó Calcedonia, a orillas orilla del Bósforo, frente a Constantinopla, en el 614. En la costa de Calcedonia, Heraclio celebró una conferencia con él; este, antes de que Heraclio descendiera de su galera, lo saludó con reverencia y piedad. La amistosa oferta de Shahin de conducir una embajada a la presencia del gran rey fue aceptada con la mayor gratitud por los bizantinos; la oración por el perdón y la paz fue humildemente presentada por el prefecto pretoriano, el prefecto de la ciudad, y uno de los primeros eclesiásticos de la iglesia patriarcal. Pero el lugarteniente de Cosroes había equivocado totalmente las intenciones de su amo, que no deseaba la paz con los bizantinos, sino su sometimiento y la conversión del emperador romano al zoroastrismo.

Mapa de campaña de Heraclio en 624, 625 y 627-628 en Armenia, Anatolia y Mesopotamia

Según la historia del patriarca Nicéforo, Shahin, por su presunción, fue desollado vivo y su piel se usó para hacer una bolsa. Sin embargo, esto difiere del relato de Teófanes el Confesor, que afirma que Shahin luchó contra los ejércitos bizantinos en los años siguientes.
A pesar de las abrumadoras victorias persas durante casi dos décadas de guerra, en 622 Heraclio emprendió una nueva contraofensiva en la Transcaucasia que mejoró la suerte de las armas bizantinas. En el 624, invernó en la Albania caucásica y reunió fuerzas para la campaña del año siguiente. Cosroes no se contentó con dejarlo descansar tranquilamente en Albania: despachó tres ejércitos, comandados por Shahin, Sharvaraz y Shahraplakan, para tratar de atrapar y destruir al ejército enemigo. Shahraplakan recobró las tierras al sur de Siwnik, con el objetivo de dominar los puertos de montaña. Sharvaraz fue enviado para evitar la retirada de Heraclio por Iberia, y Shahin marchó a bloquear el puerto de Bitlis. Heraclio, que deseaba enfrentarse a los ejércitos persas por separado, hubo de calmar los temores de sus aliados lazicos, abasgios e ibéricos.
Se enviaron dos soldados a Sharvaraz, que fingieron ser desertores y que anunciaron a los persas que los bizantinos huían ante Shahin. Debido a los celos entre los jefes persas, Sharvaraz se apresuró a avanzar para participar en la esperada victoria. Heraclio chocó con los dos ejércitos persas en Tigranakert y los batió por separado. Shahin perdió su tren y Shahraplakan pereció según una fuente, si bien en otras aparece posteriormente. El emperador cruzó seguidamente el Araxes y acampó en las llanuras allende el río. Shahin, con los restos de su ejército y del de Shahraplakan, se unió a Sharvaraz en la persecución del soberano romano, operación que estorbaron las ciénagas de la zona. En Aliovit, Sharvaraz dividió sus fuerzas y envió unos seis soldados para tender una emboscada a Heraclio, mientras que el resto de las tropas permanecía en Aliovit. El emperador atacó por sorpresa durante la noche el campamento principal persa en febrero de 625, destruyéndolo. Sharvaraz escapó a duras penas, desnudo y solo, habiendo perdido su harén, equipaje y hombres.

## Muerte
Shahin luego se reunió con Sharvaraz y siguió a distancia al emperador romano mientras este cruzaba Armenia en una campaña sin victorias claras que duró el resto de ese año. En 626, Cosroes ordenó una leva excepcional de tropas en todo el imperio para reforzar el ejército. Los reclutas quedaron a las órdenes de Shahin; el gran ejército, compuesto por los bisoños y por numerosos veteranos, marchó contra Heraclio, pero sufrió un descalabró a manos del hermano del emperador, Teodoro. El abatido Shahin enfermó y murió y Cosroes, enfurecido por su derrota, se desahogó contra su cadáver, que le había sido enviado conservado en sal.